# Oreopanax avicenniifolius
Oreopanax avicenniifolius é uma espécie de árvore da família Oreopanax

## Distribuição
É nativa da América do Sul, Amazonas, Equador e Peru.

## Sinônimos
- Aralia avicenniifolia Kunth
- Aralia tarchonanthifolia Willd. ex Schult.
- Hedera avicenniifolia (Kunth) DC.